# Блажо Јока Орландић
Блажо Јока Орландић (Горње Сеоце, код Бара, 1914 — између Млиништа и Гламоча, 15. март 1943) био је учесник Народноослободилачке борбе и народни херој Југославије.

## Биографија
Рођен је 1914. године у Горњем Сеоцу код Бара, у сиромашној сељачкој породици. Основну школу је завршио у родном селу, а у септембру 1926. уписао се у гимназију. Члан Комунистичке партије Југославије постао је 1932. године.
После завршене гимназије, уписао се на Филозофски факултет у Скопљу. Тамо се укључио у рад градске партијске организације и постао члан Обласног комитета КПЈ за Македонију. Године 1935, одређен је за инструктора Централног комитета КПЈ. Радио је на формирању нових партијских организација у Скопљу и Куманову, а октобра 1935. формирао је прву партијску организацију на Филозофском факултету у Скопљу.
Фебруара 1936, био је ухапшен са скупином од 20 другова. Поводом тога, из Београда је дошла специјална група агената са Драгим Јовановићем, начелником Управе града Београда, да поведе истрагу и открије партијске организације. Иако се полиција служила разним методама мучења, Орландић није ништа признао. После тога је био пребачен у затвор Главњачу, али ни тамо није ништа одао. Државни суд за заштиту државе осудио га је на годину дана затвора. Казну је издржавао у Сремској Митровици. После издржавања казне, вратио се у Скопље и наставио студије. Полиција га је тамо ухапсила и прогнала у родни крај.
На Шестој покрајинској конференцији КПЈ за Црну Гору у Кучима, био је изабран за члана Покрајинског комитета КПЈ за Црну Гору и именован за секретара Месног комитета КПЈ за Бар. Радио је на организовању „Сељачке самопомоћи“ на терену Црмнице.
Почетком 1939, одлуком КПЈ наставио је партијски рад у Скопљу и постао секретар новоформираног Покрајинског комитета КПЈ за Македонију. Поред осталог, Комитет је извео велике демонстрације у Скопљу децембра 1939. године. После ових демонстрација, Орландић је био ухапшен и мучен. У затвору је остао неколико месеци. Након пуштања се вратио у Скпље и наставио политички рад на факултету. У Скопљу је покренуо лист „Наша реч“, који је излазио легално.
Године 1941, супротставио се пробугарској политици тадашњег секретара ПК КПЈ за Македонију, Методија Шаторова, који га је затим одстранио из Покрајинског комитета. У мају 1941, Блажо се вратио у Црну Гору и учествовао у припремању оружаног устанка. Тада је био инструктор Месног комитета КПЈ за Бар и члан војног комитета. У јесен 1941, био је један од првих организатора народне власти у Црмници.
Са групом партизана је, почетком 1942, отишао у Васојевиће како би сузбили четничку активност у том рејону. Касније је са Четвртом пролетерском бригадом прешао у Босну и неко време радио као инструктор Централног комитета КПЈ. После тога је био заменик политичког комесара Трећег крајишког одреда и заменик комесара Девете крајишке бригаде.
Марта 1943. године, у једној бици је био рањен, па је са групом рањеника и болесника био упућен према Централној партизанској болници у Дрвар. На путу између Млиништа и Гламоча, на Шатор планини пресрели су их немачки војници. Пошто су савладали оружану пратњу, поубијали су све рањенике и болеснике, укључујући и Блажа Орландића.
Указом Президијума Народне скупштине Федеративне Народне Републике Југославије, 15. јула 1949. године, проглашен је за народног хероја.
У знак сјећања на овог народног хероја, основна школа у центру Бара носи назив “Блажо Јоков Орландић“.